# SN 1937D
SN 1937D – supernowa typu Ia odkryta 18 września 1937 roku w galaktyce NGC 1003. Jej maksymalna jasność wynosiła 12,90m.